# Passage Lathuille
Le passage Lathuille est une ruelle du 18e arrondissement de Paris

## Situation et accès
Il débute au no 12 ter de l'avenue de Clichy et finit au no 11 passage de Clichy.

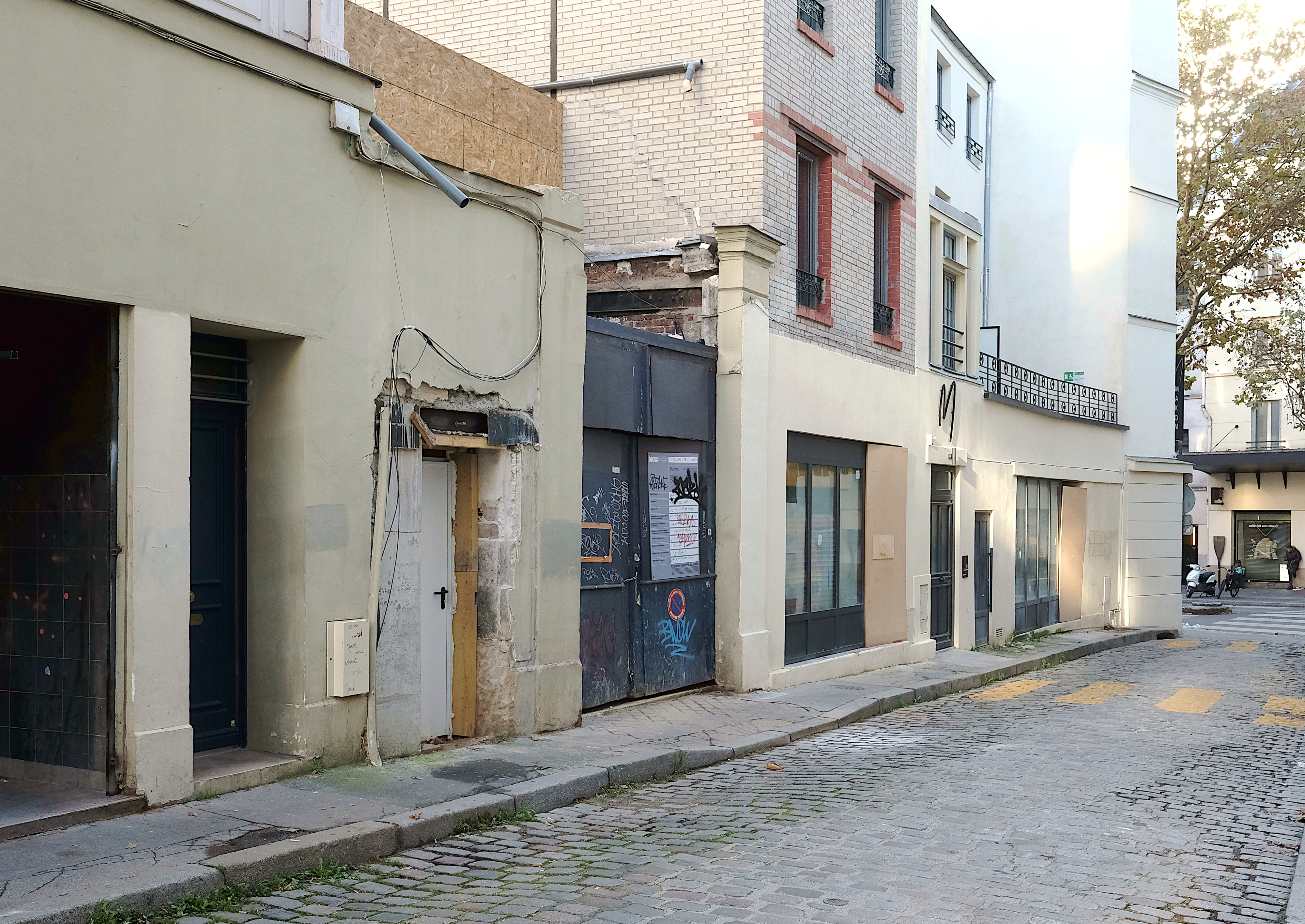
Le passage Lathuille vu en direction de l'avenue de Clichy.
Boutique à l'angle de l'avenue de Clichy.

## Origine du nom
Le passage Lathuille porte le nom du cabaret du père Lathuille, qui était situé dans son prolongement au no 7 de l'avenue de Clichy.
Le cabaret du Père Lathuille, créé en 1765, devint célèbre en 1814 pendant le siège de Paris où il servit de poste de commandement aux troupes du général Moncey. Le propriétaire de l’établissement distribua tous ses vivres aux soldats en s’écriant : « Mangez, buvez mes enfants, il ne faut rien laisser à l’ennemi. »

## Historique
Cette voie est ouverte à la circulation publique par un arrêté du 23 juin 1959.

## Dans les arts

### Peinture

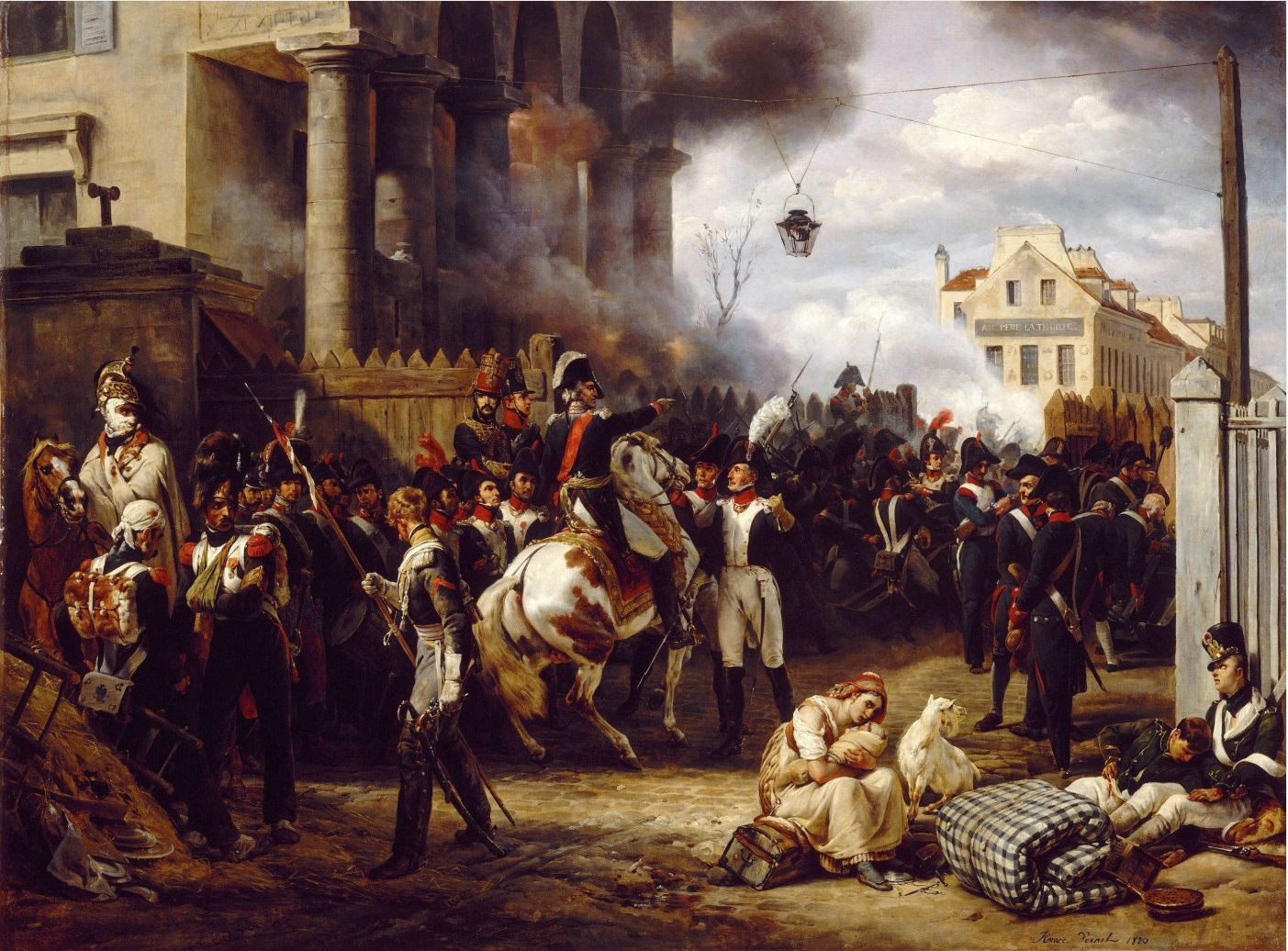
Tableau d'Horace Vernet avec le cabaret « Au Père Lathuille ».

- Tableau d'Horace Vernet, La Barrière de Clichy. Défense de Paris, le 30 mars 1814 en l’honneur des défenseurs de la Barrière de Clichy en 1814. Le cabaret du père Lathuille apparaît en arrière plan de l’œuvre.
- Chez le père Lathuille, tableau de Manet (1879).

### Films
Certaines scènes du film Chouchou, comédie de Merzak Allouache (2003), avec Gad Elmaleh et Alain Chabat, ont été tournées passage Lathuille. C'est notamment à cet endroit que l'auteur situe L'Apocalypse, le cabaret pour travestis où le héros du film est serveur. Clin d'œil au film, quelques années après, en 2006, un club travesti nommé La Baronne a ouvert au même endroit ; il semblait cependant fermé en 2008.